# Portenko-Rotzahnspitzmaus
Die Portenko-Rotzahnspitzmaus (Sorex portenkoi) ist eine Art aus der Gattung der Rotzahnspitzmäuse. Sie gehört ebenso wie die Eurasische Masken-Rotzahnspitzmaus zu den paläarktischen Arten dieser Gattung und ist eine der wenigen Insektenfresser der arktischen Fauna. Ihr Verbreitungsgebiet ist die nordöstliche Spitze Sibiriens. 
Die Art ist nach dem russischen Ornithologen Leonid Alexandrowitsch Portenko benannt.

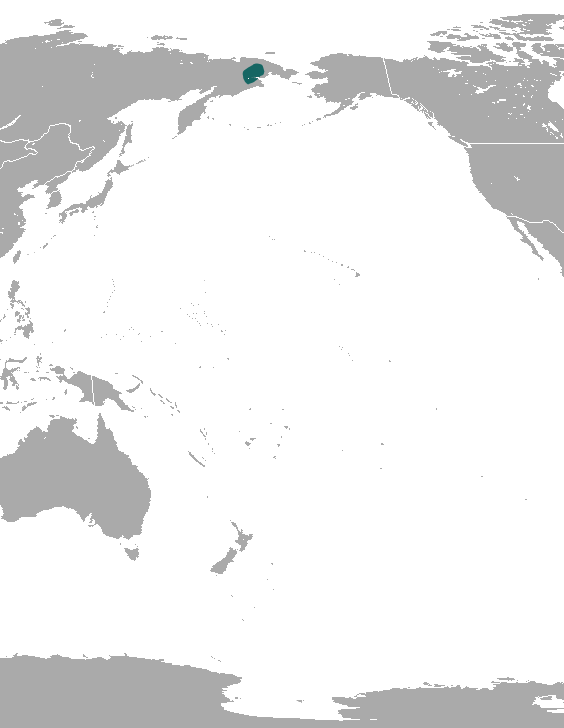
Verbreitungskarte

Die Körperlänge der Portenko-Rotzahnspitzmaus beträgt inklusive Schwanz zwischen 90 und 100 Millimeter. Ihr Gewicht beträgt lediglich zwischen 3 und 4,5 Gramm. Sie hat einen braunen Oberkörper. Ihre Flanken sind dagegen von gelb-brauner Farbe. Die Körperunterseite ist grau. In ihrem Aussehen gleicht sie sehr der Tundra-Rotzahnspitzmaus, sie ist allerdings etwas kleiner.

## Weblink
- Sorex portenkoi in der Roten Liste gefährdeter Arten der IUCN 2013.2. Eingestellt von: Tsytsulina, K., 2008. Abgerufen am 27. Dezember 2013.